# گوراشکا
گوراشکا (به لاتین: Góraszka) یک روستا در لهستان است که در گمینا ویانزوونا واقع شده‌است.